# Пенермон (Мисури)
Пенермон (енгл. Penermon) град је у америчкој савезној држави Мисури.

## Демографија
По попису из 2010. године број становника је 64, што је 11 (-14,7%) становника мање него 2000. године.
| Група             | 2000.      | 2010.      |
| Белци             | 12 (16,0%) | 6 (9,4%)   |
| Афроамериканци    | 63 (84,0%) | 56 (87,5%) |
| Азијати           | 0 (0,0%)   | 0 (0,0%)   |
| Хиспаноамериканци | 0 (0,0%)   | 0 (0,0%)   |
| Укупно            | 75         | 64         |